# موتسوکو ساکورا
موتسوکو ساکورا (انگلیسی: Mutsuko Sakura; ۱۵ فوریهٔ ۱۹۲۱ – ۲۳ ژانویهٔ ۲۰۰۵) بازیگر اهل ژاپن بود. وی بین سال‌های ۱۹۳۳ تا ۲۰۰۵ میلادی فعالیت می‌کرد.
از فیلم‌ها یا برنامه‌های تلویزیونی که وی در آن نقش داشته‌است می‌توان به علف‌های شناور و داستان توکیو اشاره کرد.